# Clenbuterol
Clenbuterol (Spiropent, Ventipulmin) là một amin giao cảm được sử dụng bởi người bị chứng rối loạn hô hấp như là một loại thuốc thông mũi và thuốc giãn phế quản. Những người có rối loạn hô hấp mãn tính như hen suyễn sử dụng như một thuốc giãn phế quản để làm cho việc thở dễ dàng hơn. Thuốc phổ biến nhất có sẵn dưới dạng hydrochloride hydrochloride các muối clenbuterol.

## Vụ lợn nhiễm clenbuterol
Clenbuterol là loại chất kích thích tuyến thượng thận, điều tiết sinh trưởng động vật, thúc đẩy quá trình phát triển cơ bắp và tác dụng phân giải lipid. Những con lợn được trộn thức ăn có chứa Clenbuterol sẽ có tỷ lệ thịt nạc nhiều hơn thịt mỡ.
Tại Trung Quốc người ta đã phát hiện những người chăn nuôi lợn cho chất này vào thức ăn gia súc để sản xuất thịt lợn siêu nạc.
Trong tháng 9 năm 2006 trên 330 người ở Thượng Hải đã được báo cáo là đã bị ngộ độc do ăn thịt lợn nhiễm clenbuterol đã được làm thức ăn cho động vật để giữ cho thịt nạc. Ngoài ra còn có các báo cáo khác về trường hợp nhiễm độc thức thực phẩm bản địa có chứa clenbuterol ở Mỹ, dẫn đến thiết lập các quy tắc hạn chế tiêu thụ các loại thuốc này chỉ cho ngựa.
Trong tháng 2 năm 2009, ít nhất 70 người tại Quảng Đông, Trung Quốc bị ngộ độc thực phẩm sau khi ăn nội tạng lợn được tin có chứa dư lượng clenbuterol. Các nạn nhân phàn nàn về đau bụng và tiêu chảy sau khi ăn nội tạng lợn mua ở các thị trường địa phương.
Trong Tour de France 2010, Alberto Contador được thử nghiệm dương tính với clenbuterol. Anh ta tuyên bố nó là do ô nhiễm thực phẩm, trích 50 picogram (5 × 10−11 g)/ml nồng độ của thuốc trong mẫu của mình. Trường hợp này vẫn còn đang được xem xét.
Ngày 25/7/2011,Trung Quốc xét xử những người sản xuất clenbuterol làm thực phẩm chăn nuôi heo siêu thịt. Kẻ chủ mưu Lưu Tương án tử hình, đồng phạm Hề Trung Kiệt án chung thân, các bị cáo còn lại lãnh án từ 9-15 năm tù giam.</ref>.